# Jennifer Meadows
Pour les articles homonymes, voir Meadows.
Jennifer « Jenny » Meadows (née le 17 avril 1981 à Wigan) est une athlète britannique spécialiste du 800 mètres.

## Carrière
Jennifer Meadows obtient son premier podium international en catégorie sénior lors des Championnats du monde de Berlin. Elle se classe troisième de la finale du 800 mètres à la fin d'une longue remontée, derrière la Sud-africaine Caster Semenya et la Kényane Janeth Jepkosgei, améliorant à cette occasion son record personnel en 1 min 57 s 93.
Elle améliore le record de Grande-Bretagne du 800 m en salle en début de saison 2010 en réalisant le temps de 1 min 59 s 11 à Birmingham, avant d'améliorer ce record quelques jours plus tard sur la piste de l'Aspire Dome de Doha à l'occasion des Championnats du monde en salle. La Britannique remporte la médaille d'argent en 1 min 58 s 43, s'inclinant face à la Russe Mariya Savinova. Début août 2010, Jennifer Meadows monte sur la troisième marche du podium des Championnats d'Europe de Barcelone (1 min 59 s 39), derrière Mariya Savinova et Yvonne Hak. Elle récupérera la médaille d'argent en 2017 à la suite de la disqualification de Savinova pour dopage.
Le 6 mars 2011, elle décroche initialement l'argent aux Championnats d'Europe en salle de Paris au Palais omnisports de Paris-Bercy (2 min 00 s 50). Après avoir mené toute la course elle est devancée par la Russe Yevgeniya Zinurova. Cette dernière est finalement disqualifiée pour dopage, et le titre réattribué à la Britannique.
Elle met un terme à sa carrière le 7 juillet 2016 à la suite de sa blessure contractée en série des Championnats d'Europe d'Amsterdam.

## Palmarès
| Date | Compétition                       | Lieu              | Résultat | Épreuve   |
| ---- | --------------------------------- | ----------------- | -------- | --------- |
| 2000 | Championnats du monde juniors     | Santiago du Chili | 1re      | 4 × 400 m |
| 2002 | Jeux du Commonwealth              | Manchester        | 2e       | 4 x 400 m |
| 2007 | Championnats d'Europe en salle    | Birmingham        | 5e       | 800 m     |
| 2008 | Championnats du monde en salle    | Valence           | 5e       | 800 m     |
| 2008 | Coupe d'Europe                    | Annecy            | 1re      | 800 m     |
| 2008 | Finale mondiale                   | Stuttgart         | 7e       | 800 m     |
| 2009 | Championnats d'Europe en salle    | Turin             | 4e       | 800 m     |
| 2009 | Championnats du monde             | Berlin            | 3e       | 800 m     |
| 2009 | Championnats du monde             | Berlin            | 3e       | 4 x 400 m |
| 2009 | Finale mondiale                   | Thessalonique     | 3e       | 800 m     |
| 2010 | Championnats du monde en salle    | Doha              | 2e       | 800 m     |
| 2010 | Championnats d'Europe             | Barcelone         | 2e       | 800 m     |
| 2010 | Coupe continentale                | Split             | 3e       | 800 m     |
| 2011 | Championnats d'Europe en salle    | Paris             | 1re      | 800 m     |
| 2011 | Championnats d'Europe en salle    | Paris             | 2e       | 4 × 400 m |
| 2011 | Championnats d'Europe par équipes | Stockholm         | 1re      | 800 m     |
| 2011 | Ligue de diamant                  | Ligue de diamant  | 1re      | 800 m     |
| 2013 | Championnats d'Europe en salle    | Göteborg          | 4e       | 800 m     |
| 2015 | Championnats d'Europe en salle    | Prague            | 6e       | 800 m     |

## Records
| Épreuve | Épreuve   | Performance   | Lieu   | Date         |
| ------- | --------- | ------------- | ------ | ------------ |
| 800 m   | Plein air | 1 min 57 s 93 | Berlin | 19 août 2009 |
| 800 m   | Salle     | 1 min 58 s 43 | Doha   | 14 mars 2010 |